# Élections générales néo-écossaises de 1974
L'élection générale néo-écossaise de 1974 se déroule le 2 avril 1974 afin d'élire les députés de l'Assemblée législative de la Nouvelle-Écosse. Il s'agit de la 28e élection générale dans la province de Nouvelle-Écosse depuis la confédération de 1867 et la 51e depuis la création de l'Assemblée législative en 1758.

## Résultats
| Parti                               | Parti                      | Chef           | Sièges | Sièges | Sièges  | Voix    | Voix    | Voix    |
| ----------------------------------- | -------------------------- | -------------- | ------ | ------ | ------- | ------- | ------- | ------- |
| Parti                               | Parti                      | Chef           | 1970   | Élus   | % Diff. | #       | %       | % Diff. |
|                                     | Libéral                    | Gerald Regan   | 23     | 31     | +34,8 % | 206 648 | 47,93 % |         |
|                                     | Progressiste-conservateur  | John Buchanan  | 21     | 12     | -42,9 % | 177 986 | 41,28 % |         |
|                                     | Nouveau Parti démocratique | Jeremy Akerman | 2      | 3      | +50 %   | 55 902  | 12,97 % |         |
|                                     | Indépendant                | Indépendant    | -      | -      | -       | 2 220   | 0,52 %  |         |
| Total                               | Total                      | Total          | 46     | 46     | -       | 431 158 | 100 %   |         |
| Source : (en) Elections Nova Scotia |                            |                |        |        |         |         |         |         |